# Space Boogie: Smoke Oddessey
Albums de Kurupt
Tha Streetz Iz a Mutha
(1999) Kurupt's Greatest
(2005)
Singles
1. It's Over
Sortie : 2001
2. Sunshine
Sortie : 2001

Space Boogie: Smoke Oddessey est le troisième album studio de Kurupt, sorti le 17 juillet 2001.
L'album s'est classé 1er au Top Independent Albums, 5e au Top R&B/Hip-Hop Albums et 10e au Billboard 200.

## Liste des titres
| No  | Titre                                                                                    | Contient un (des) sample(s) de             | Durée |
| --- | ---------------------------------------------------------------------------------------- | ------------------------------------------ | ----- |
| 1.  | Blast Off (Intro)                                                                        |                                            | 1:50  |
| 2.  | Space Boogie (featuring Nate Dogg – Produit par Fredwreck)                               | Light Speed de Dr. Dre featuring Hittman   | 4:11  |
| 3.  | Hate on Me (featuring Soopafly et Damani – Produit par Soopafly)                         |                                            | 3:48  |
| 4.  | On da Grind (featuring Daz Dillinger – Produit par Daz Dillinger)                        |                                            | 3:39  |
| 5.  | It's Over (featuring Natina Reed – Produit par Christopher Arms et Darrin Lockings)      |                                            | 3:24  |
| 6.  | Can't Go Wrong (featuring DJ Quik et Butch Cassidy – Produit par DJ Quik)                |                                            | 4:03  |
| 7.  | On, Onsite (featuring Lil' ½ Dead – Produit par Fredwreck)                               | Sweet Sticky Thing des Ohio Players        | 4:19  |
| 8.  | Sunshine (featuring Jon B – Produit par Jon B)                                           |                                            | 4:52  |
| 9.  | The Hardest Mutha Fuckas (featuring Xzibit, Nate Dogg et MC Ren – Produit par Fredwreck) | Ruthless Villain d'Eazy-E featuring MC Ren | 4:31  |
| 10. | Gangsta's (featuring Daz Dillinger – Produit par Daz Dillinger et Mike Dean)             |                                            | 4:30  |
| 11. | Bring Back That G Shit (featuring Snoop Dogg et Goldie Loc – Produit par Fredwreck)      |                                            | 4:30  |
| 12. | Lay It on Back (featuring Fred Durst, DJ Lethal et Nate Dogg – Produit par Fredwreck)    |                                            | 3:59  |
| 13. | Just Don't Give a Fuck (featuring DJ Lethal – Produit par DJ Lethal)                     |                                            | 5:00  |
| 14. | At It Again (featuring Fingazz – Produit par Damizza)                                    | Just Got Paid de Johnny Kemp               | 3:33  |
| 15. | Kuruption (featuring Everlast – Produit par Fredwreck)                                   |                                            | 5:53  |
| 16. | Da World (featuring Daz Dillinger – Produit par Fredwreck)                               |                                            | 5:05  |

| 17. | Bitches (featuring Roscoe et Butch Cassidy – Produit par Damizza) | 3:34 |